# جونري ناميجاتا
جونري ناميجاتا (باليابانية: 波形純理) مواليد 5 يوليو 1982 في كوشيغايا، هي لاعبة كرة مضرب يابانية بدأت مسيرتها كمحترفة سنة 2005 تلعب باليد اليمنى وتحتل حالياً المرتبة رقم. 291 في تصنيف رابطة محترفات كرة المضرب. أعلى تصنيف لها في الفردي كان المركز الـ 105 في سنة 2011.

## روابط خارجية
- جونري ناميجاتا على موقع رابطة محترفات التنس (الإنجليزية)
- جونري ناميجاتا على موقع الاتحاد الدولي لكرة المضرب (الإنجليزية)
- جونري ناميجاتا على موقع كأس بيلي جين كينغ (الإنجليزية)
- جونري ناميجاتا على موقع بطولة ويمبلدون (الإنجليزية)
- جونري ناميجاتا على موقع خلاصة التنس.كوم (الإنجليزية)
- جونري ناميجاتا على موقع إي إس بي إن.كوم (الإنجليزية)